# ARA General Belgrano
ARA General Belgrano var en argentinsk let krydser, der blev sænket af den britiske atomubåd HMS Conqueror under Falklandskrigen.

## Tjeneste for den amerikanske flåde
Skibet blev bygget fra 1935-38 i New Jersey, USA, for den amerikanske flåde. Hun blev navngivet USS Phoenix, og var det sjette i Brooklyn-klassen af lette krydsere. Som et af de eneste skibe, der var opankret i Pearl Harbor under det japanske angreb på flådebasen den 7. december 1941, undgik hun fuldstændigt at blive ramt af japanske bomber og torpedoer. USS Phoenix deltog aktivt i Stillehavskrigen 1941-45.

## Købt af Argentina
I oktober 1951 købte den argentinske flåde skibet, der blev navngivet ARA General Belgrano - efter den argentinske general Manuel Belgrano (1770-1820), der var en af hovedmændene bag den argentinske uafhængighed. Argentina købte ved samme lejlighed søsterskibet USS Boise, der blev døbt ARA Nueve de Julio. Prisen for de to skibe var 7,8 mio. dollars.

## Sænket af Storbritannien
Den 2. maj 1982 under Falklandskrigen blev ARA General Belgrano sænket af den britiske flåde. 323 argentinere omkom - heraf to civile, der var om bord på krigsskibet. Argentina protesterede, idet argentinerne hævdede, at krigsskibet slet ikke var på vej mod Falklandsøerne, og i øvrigt ikke ville angribe britiske skibe. Det er dog siden blevet bevist, at det var deres hensigt.
ARA General Belgrano er det eneste skib, der er blevet sænket af en atomdreven ubåd i krigstid. Krydseren blev sænket ved brug af konventionelle, ustyrede torpedoer.

### Optakt til sænkningen
Efter Argentinas invasion af Falklandsøerne den 2. april 1982 sendte den britiske flåde en større flådestyrke til Sydatlanten, og den britiske regering erklærede d. 12. april, at et område i en radius af 200 sømil fra øerne var en sikkerhedszone (MEZ - Maritime Exclusion Zone), og at alle argentinske flådefartøjer samt chartrede civile skibe inden for zonen, der blev bedømt at udgøre en trussel mod den britiske mission, ville blive angrebet uden varsel (primært af atomubåde). Den 30. april 1982 skærpede den britiske regering zonens status (TEZ Total Exclusion Zone), idet briterne nu forbeholdt sig ret til at angribe ethvert fly eller flådefartøj inden for zonen, uanset nationalitet. Formålet med oprettelsen af TEZ var at advare neutrale skibe mod at bevæge sig ind i området og nedsætte reaktionstiden for den britiske flåde i området, og oprettelsen af TEZ var dermed ikke ment som en begrænsning af briternes egen flådes ret til at handle udenfor området, men som en udvidelse af briternes beføjelser i TEZ. Det folkeretlige grundlag for Storbritanniens indførsel af sikkerhedszonen er omtvistet.
I slutningen af april styrkede Argentina den militære tilstedeværelse på øerne som følge af briternes generobring af South Georgia, og Argentina beordrede krigsskibe i position omkring øerne.
ARA General Belgrano med to destroyere (TG 79.3) var i slutningen af april på vej sydover, mens to flådeafdelinger, hangarskibet ARA Veinticinco de Mayo med eskorte (TG 79.1), og tre korvetter (TG 79.4), dækkede den nordlige flanke. Den 29. april patruljerede Belgrano området syd for Burwood Bank og befandt sig uden for sikkerhedszonen. Skibet blev skygget af den britiske ubåd HMS Conqueror.
Den 1. maj 1982 gav den operative chef for den argentinske flåde viceadmiral Juan Lombardo ordre til at lokalisere den britiske ekspeditionsstyrke og iværksætte et knibtangsangreb den følgende dag. Den britiske efterretningstjeneste opsnappede den argentinske kommunikation, og på et møde den 2. maj i det britiske krigskabinet blev det besluttet at godkende et angreb på Belgrano, selv om fartøjet befandt sig uden for sikkerhedszonen.

### Sænkningen
Den 2. maj 1982 kl. 15:57 lokal tid affyrede Conqueror tre konventionelle, ustyrede torpedoer mod Belgrano. Ubåden var udstyret med mere avancerede trådstyrede Tigerfish-torpedoer, men der var usikkerhed om de havde nok sprængkraft. To af de affyrede torpedoer traf Belgrano.
Den første torpedo ramte 10-15 meter fra boven og ramte et område, der ikke var beskyttet af skibets sidepanser. Torpedoen slog hul på boven, men det interne torpedoskot holdt, og skibets ammunitionsmagasiner eksploderede ikke.
Den anden torpedo ramte ca. 3/4 nede langs skibet netop uden for skibets sidepanser. Torpedoen detonerede i det agterste maskinrum og skabte store ødelæggelser, bl.a. et 20 meter langt hul i dækket. Senere rapporter anslår, at 275 mand omkom i de overliggende messeområder. Skibets elektriske system blev sat ud af funktion, hvilket bevirkede, at det ikke var muligt at pumpe indfossende vand ud og ej heller at udsende nødsignaler. På trods af, at Belgrano var i "klart-skib" ved angrebet, sejlede skibet med åbne luger, hvilket yderligere gjorde det muligt for vandet at trænge ind.
Skibet søgte herefter mod havn, men tog vand ind agter, og tyve minutter efter angrebet gav kaptajnen ordre om at forlade skibet. Belgranos eskorteskibe havde ikke bemærket træfningen og havde ikke set lyssignaler eller nødblus fra skibet, og var på vej væk fra området vestover. Da eskorten opdagede, at Belgrano var blevet truffet, var det blevet mørk og vejret var dårligt.
Argentinske og chilenske skibe reddede i dagene 3.-5. maj 772 besætningsmedlemmer, der var gået i redningsflåderne. 323 mand omkom, hvilket var cirka halvdelen af de samlede argentinske tab i krigen (649).
Argentina trak herefter sin flåde ud af krigszonen, og den argentinske flådes skibe spillede ingen nævneværdig rolle under de resterende krigshandlinger.

### Efterspil
Sænkningen af ARA General Belgrano er den dag i dag et kontroversielt emne, og grundlaget for sænkningen diskuteres fortsat. Kritikere fremhæver, at sænkningen var i strid med folkeretten, og fremhæver, at krydseren opholdt sig udenfor sikkerhedszonen, og at krydseren var på vej vestover, væk fra de britiske styrker.
Efterladte efter de omkomne søfolk anlagde i 2000 sag mod Storbritannien ved Den Europæiske Menneskerettighedsdomstol i Strasbourg, men sagen blev afvist, da den var forældet.
Den britiske tabloidavis The Sun trykte den 4. maj 1982 en forside på avisen med meget store typer "Gotcha" (kan oversættes til noget i retning af et triumferende "der fik vi jer"), hvilket rejste yderligere kontrovers som følge af det betydelige antal dræbte søfolk. The Sun har efterfølgende beklaget, og har undskyldt sig med, at de ikke kendte til tabstallene, da de trykte forsiden. Forsiden blev da også alene trykt i en række udgaver af avisen, der blev udsendt i de nordlige dele af England. Senere udgaver af The Sun den pågældende dag havde overskriften "Did 1,200 Argies drown?" ("Druknede 1.200 [Argies] (nedsættende betegnelse for argentinere)?") 

## Eksterne links
- The Belgrano Enquiry Arkiveret 30. maj 2013 hos  Wayback Machine, kritisk hjemmeside med materiale om sænkningen af krydseren (engelsk)

55°24′S 61°32′V / 55.4°S 61.53°V